# Stazione di Cavaria-Oggiona-Jerago
La stazione di Cavaria-Oggiona-Jerago è una fermata ferroviaria posta sulla ferrovia Gallarate-Varese.
La stazione serve il comune di Cavaria con Premezzo, e i comuni limitrofi di Oggiona con Santo Stefano e Jerago con Orago.

## Storia
La stazione, originariamente denominata "Cavaria-Oggiona", venne attivata il 21 aprile 1902.
Nel 2012, in occasione di lavori di aggiornamento delle apparecchiature, venne trasformata in fermata e assunse la denominazione attuale.

## Strutture ed impianti
Il piazzale dispone di due binari di corsa, serviti da sottopasso ed ascensori:
- Binario 1: fermano tutti i treni suburbani diretti a Pioltello-Limito/Treviglio;
- Binario 2: fermano tutti i treni suburbani diretti a Varese.

Nel luglio del 2012 viene abbattuto il vecchio magazzino merci e costruito un nuovo fabbricato tecnologico per l'installazione delle apparecchiature del sistema telefonico ferroviario GSM-R. Contemporaneamente la stazione viene trasformata in fermata ratificando una situazione che era già tale di fatto in seguito alla soppressione della comunicazione tra i binari di corsa e del binario tronco a servizio del Piano Caricatore e del Magazzino Merci, entrambe avvenute già nel 2009.

## Movimento
La stazione è servita dai treni del servizio ferroviario suburbano di Milano, linea S5 (Varese-Pioltello Limito-Treviglio), svolti da Trenord, nell'ambito di contratto stipulato con Regione Lombardia.

## Servizi
La stazione è classificata da RFI nella categoria "Silver".